# Henry Dodge
Henry Dodge, född 12 oktober 1782 i Vincennes i Indiana, död 19 juni 1867 i Burlington i Iowa, var en amerikansk militär och politiker (demokrat), Wisconsinterritoriets förste guvernör, kongressman och senator.

## Ungdom
Dodge växte upp i Kentucky men flyttade 1796 till Missouri, som då tillhörde Spanien, där hans far Israel Dodge arbetade med saltframställning och blyutvinning.

## Militär
Dodge hade ingen egentlig militär utbildning. Hans militära bana började som frivillig i 1812 års krig där han valdes till kapten av manskapet i ett kompani frivilliga i Missourimilisen som bildats av så kallade minutemen. I april 1813 befordrades han till major i milisen och i augusti 1814 till överstelöjtnant med befäl för en bataljon "beridet infanteri", det vill säga dragoner. Dodges militära karriär omfattande, trots en sen överstetitel i den reguljära armén, med undantag av de fyra sista åren uteslutande tjänstgöring i tillfälliga territoriella milisenheter. Det var i ett sådant sammanhang Dodge lade grunden för sin politiska karriär. Han hade befälet över Michiganterritoriets milis som extraordinarie överste 1832 när det så kallade Black Hawk-kriget mot Sauk- och Fox-indianerna utbröt. Dodge organiserade snabbt försvaret och deltog med framgång i de avgörande striderna.
Efter kriget utsågs han till major i United States Mounted Rangers, vilket vid 50 års ålder inledde hans korta bana i den reguljära armén. När USA:s första reguljära kavalleriregemente, US Regiment of Dragoons, bildades 1833 fick Dodge tjänsten som överste. Hans första och enda stora uppdrag i den rollen var dragonexpeditionen 1834, som marscherade in på indianernas områden för att ordna en serie möten med olika indianstammar, bland andra kiowaer och comancher, för att få dem att skriva på fredsavtal. Dodge tog avsked 1836 med överstes grad.

## Politiker
Dodge var därefter i två omgångar guvernör för Wisconsinterritoriet, 1836–1841 och 1845–1848. Han tackade 1844 nej till att ställa upp som det demokratiska partiets presidentkandidat, eftersom han motsatte sig partiets huvudlinje gällande anslutandet av Texas till USA, vilket Dodge var en kompromisslös motståndare till. När delstaten Wisconsin bildades 1848 kandiderade och invaldes Henry Dodge till posten som senator för Wisconsin. Han var senator 1848–1857 och satt således i senaten samtidigt med sin son Augustus Caesar Dodge (1812–1883) som var senator för Iowa 1846–1855. Henry Dodge avböjde 1857 ett erbjudande av president Franklin Pierce att bli guvernör för Washingtonterritoriet med hänvisning till sin ålder (75 år) och drog sig tillbaka från det offentliga livet.